# Huize Lidwina
Huize Lidwina was een villa op een klein landgoed in het Twentse Zenderen. Het was in de Tweede Wereldoorlog vanaf de zomer van 1944 hoofdkwartier van de Landelijke Knokploegen (KP) in Oost-Nederland en is op 23 september 1944 na een Duitse overval geheel verwoest. Drie personen zijn omgebracht.

## De villa voor de oorlog
Sietse Hilbrink, die in 1936 met vervroegd pensioen was gegaan en daardoor weinig inkomsten had, betrok de villa samen met zijn vier kinderen en zijn vrouw, die tijdens de economische crisis hulpacties organiseerde voor werkelozen en hun gezinnen. In de prachtige en afgelegen villa vestigden zij een rusthuis voor overwerkte moeders.

## Hoofdkwartier van verzet
Toen de Tweede Wereldoorlog was uitgebroken, verstrekte men eerst onderdak aan KP-Zenderen van verzetsman Johannes ter Horst. De knokploegen van Almelo en Enschede volgden, de laatste omdat het in het eigen hoofdkwartier Holterhof te dicht bij de stad lag en te druk met steeds meer onderduikers. De villa werd voorzien van een elektronisch waarschuwingssysteem, wachtposten en er was contact met paters uit de buurt die inlichtingen verzamelden tijdens hun rondgang door de parochies in de omgeving. Er was zelfs een zendinstallatie met een eigen verbindingsteam die deel uitmaakte van Operatie Jedburgh, waarmee men inlichtingen kon doorseinen naar Londen.

## Evacuatie en vernietiging van de villa
Vroeg in de avond van 22 september 1944 werd Ter Horst gearresteerd en besloten de kp’ers Lidwina meteen te ontruimen. De KP moest namelijk nog de ‘oogst’ van een wapendropping door een 'Jedburgh-team' in de nabije buurtschap Tilligte in veiligheid brengen. De Duitsers kwamen nog voordat het gelukt was de villa geheel te ontruimen. Niet omdat Ter Horst zou zijn doorgeslagen, maar omdat koerierster Ria Hermans een twaalf man tellend SD-commando erheen leidde. Zij was op 23 september ‘s morgens vroeg opgepakt en is volgens verschillende bronnen onder bedreiging de ‘gids’ geweest, enkele uren na haar aanhouding.
Na een vuurgevecht ontsnapten Henk Michel, Chiel Ploeger en Daan Hillenaar; de laatste door eerst zijn pistool leeg te schieten op de aanstormende SD’ers en daarna een handgranaat tussen hen in te gooien. De bronnen melden niet of niet duidelijk of een aanvaller letsel opliep.
Ook Coen Hilbrink, de zoon van Sietse, vluchtte voor de overmacht. Hij aarzelde toen een van de twee vrouwelijke bewoners, koerierster Hermina Schreurs de echtgenote van Johannes ter Horst bij haar vluchtpoging om hulp riep en werd doodgeschoten. Diens vader Sietse en een andere KP’er, Dirk Cornelis Ruiter, werden diezelfde middag gefusilleerd, nagenoeg zeker vanwege de vele gevonden wapens in huize Lidwina. De twee vrouwen werden vrijgelaten en de villa werd met springstof opgeblazen.